# 588e Volksgrenadierdivisie
De 588e Volksgrenadierdivisie / Infanteriedivisie Möckern (Duits: 588. Volksgrenadier-Division) was een Duitse infanteriedivisie tijdens de Tweede Wereldoorlog. De divisie werd opgericht en alweer opgeheven voor de oprichting compleet en afgesloten was.

## Geschiedenis
De 588e Volksgrenadierdivisie werd opgericht in begin september 1944 op Oefenterrein Groß-Born in Wehrkreis II als onderdeel van de 32. Welle. Op 28 september 1944 werd de divisie omgedoopt in Infanteriedivisie Möckern (Möckern was een belangrijke plaats uit de Duitse bevrijdingsoorlog). Dit was daarmee een zogenaamde Schattendivisie (schaduwdivisie) geworden. Echter, alvorens de oprichting afgesloten was, werd de divisie al op 27 oktober 1944 omgedoopt in de 320e Volksgrenadierdivisie. 

## Commandanten
| Rang | Naam | Begin                | Eind            |
| ---- | ---- | -------------------- | --------------- |
|      | ??   | begin september 1944 | 27 oktober 1944 |

## Samenstelling
- Grenadier-Regiment Möckern 1
- Grenadier-Regiment Möckern 2
- Grenadier-Regiment Möckern 3
- Artillerie-Regiment Möckern
- Divisie-eenheden ? (naam/nummer onbekend)